# Cerasiocarpum
Cerasiocarpum là một chi thực vật có hoa trong họ Cucurbitaceae.

## Loài
Chi Cerasiocarpum gồm các loài: